# Labajos
Labajos ist ein Ort und eine Gemeinde (municipio) mit 106 Einwohnern (Stand: 2024) in der zentralspanischen Provinz Segovia in der Autonomen Region Kastilien-León. 

## Lage und Klima
Labajos liegt in der kastilischen Meseta in ca. 1065 m Höhe ungefähr 40 Kilometer (Fahrtstrecke) westsüdwestlich der Provinzhauptstadt Segovia. Durch die Gemeinde führt die Autopista AP-6. Das Klima ist gemäßigt bis warm; Regen (ca. 492 mm/Jahr) fällt mit Ausnahme der trockenen Sommermonate übers Jahr verteilt.

## Bevölkerungsentwicklung
| Jahr      | 1970 | 1981 | 1991 | 2001 | 2011 | 2021 |
| Einwohner | 248  | 210  | 169  | 152  | 154  | 102  |

## Sehenswürdigkeiten

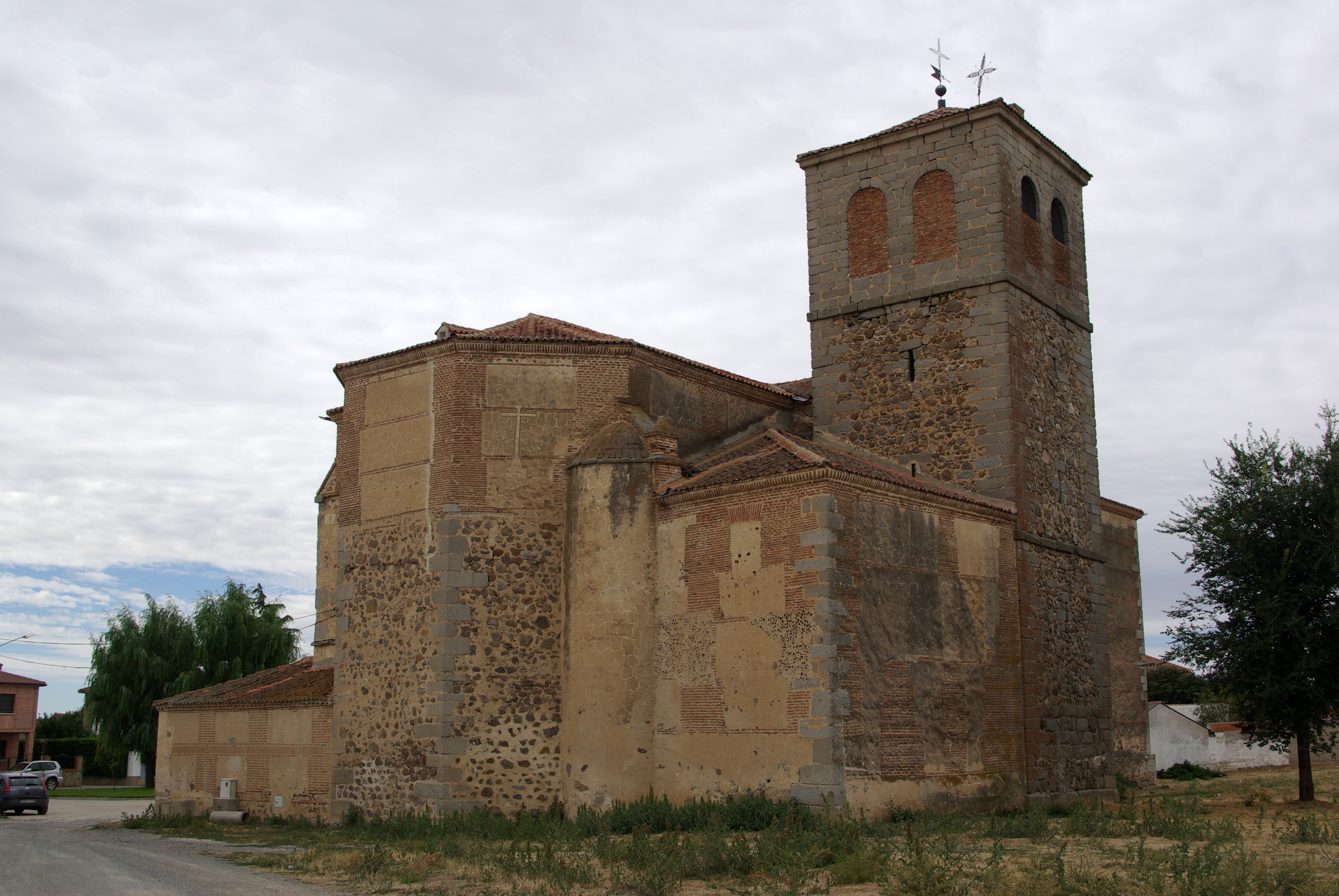
Peterskirche
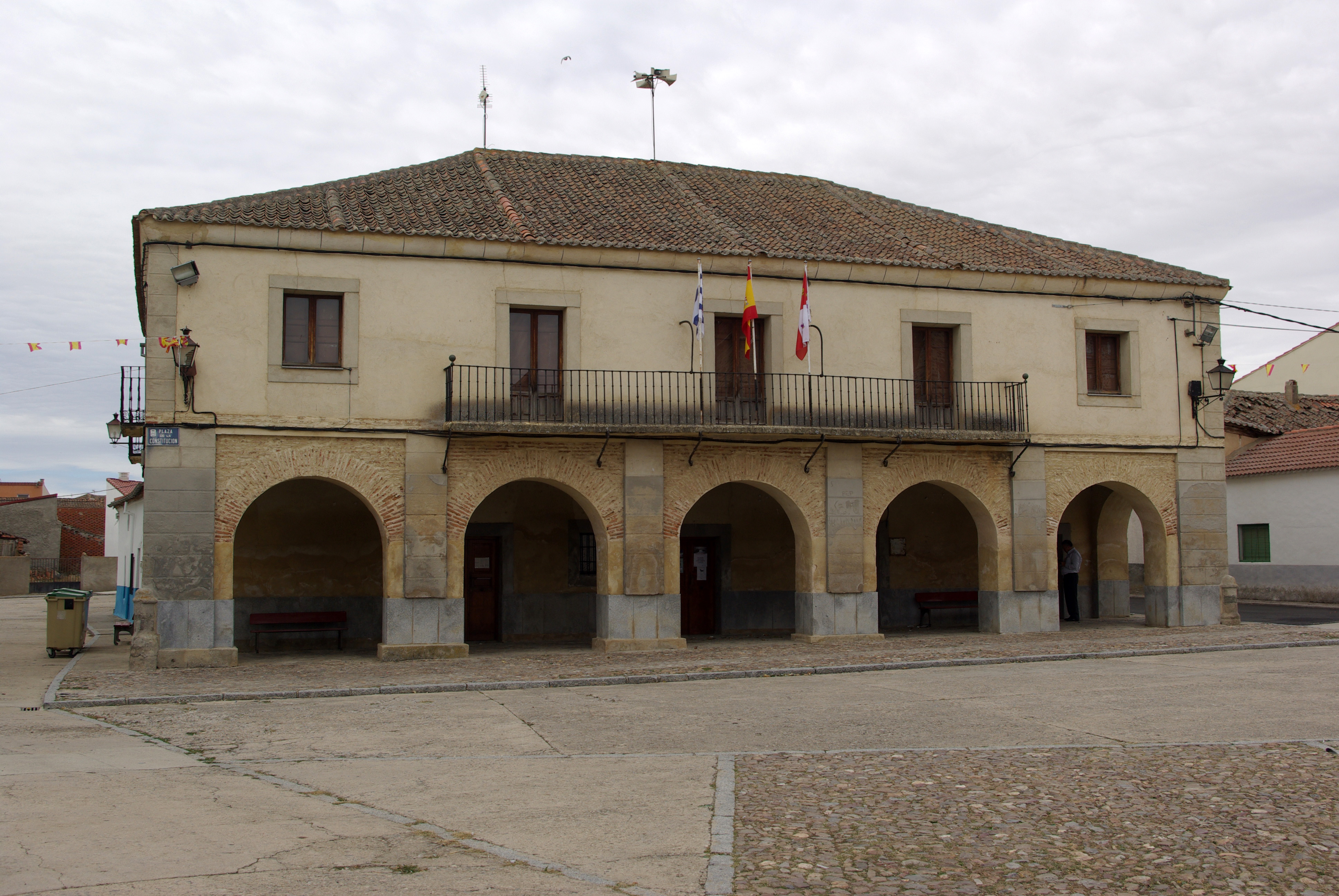
Rathaus

- Christuskirche
- Christuskapelle

- Peterskirche
- Rathaus